# 齋藤弘
齋藤 弘（さいとう ひろし、1957年（昭和32年）10月18日 - ）は、日本の政治家。前山形県知事（1期）。国際教養大学国際教養学部グローバル・ビジネス課程客員教授。斎藤 弘とも。

## 来歴

### 山形県知事
日本銀行を経て、山形銀行の総合企画副部長や監査副部長などを歴任。その後、2005年1月の山形県知事選挙に地元選出の衆議院議員である加藤紘一の支援を受け出馬する。
1993年、現職の板垣清一郎の任期途中の辞職で行われた知事選挙で、加藤は近藤鉄雄や岸宏一が推す副知事の高橋和雄の出馬に対抗し、土田正剛を推したが敗れた。2005年の選挙で4選を目指す高橋は共産党を除く県議会全会派から支持を取り付け、県内市町村長の多くも支持し、地元財界、マスコミ、県職員労働組合などからも支持を受け、オール与党体制で当時は現職の高橋当選が確実視されていた。
県内選出国会議員も高橋支持を打ち出す中、加藤は現職である高橋の4選を阻止する理由で対抗馬となる新人候補を探し、齋藤を擁立した。齋藤自身出馬の足がかりを探しており、近藤洋介には断られていた。自民党所属の県議会議員の中には高橋を支持する者もおり、大方の予想としては齋藤当選は厳しいとの見方が支配的であった。しかし、結果は接戦の末齋藤が当選した。
2009年の山形県知事選挙では、自由民主党など事実上の与党側の支持を得て、2期目を目指して無所属で出馬した。これに対して、民主党・社会民主党・日本共産党などの野党側は、無所属の新人で、山形県教育委員会委員などを務めた行政書士の吉村美栄子を連合山形と共に支持。2009年に入ってから初の与野党対決型の選挙に突入した。斎藤は初選同様自民党の加藤、遠藤利明などの支援を受けたが、岸宏一ら一部の自民党議員は吉村を支持したことや、自民党が第45回衆議院議員総選挙への対応に追われていたことなどのため落選した。

### 知事退任後
2010年4月18日に杉並区長山田宏ら地方自治体首長経験者とともに日本創新党を結成し、政策委員長に就任した。7月の第22回参議院議員通常選挙で比例区から立候補するが落選した。11月に政策委員長を辞任。
2011年1月から国際教養大学の教員を務める。2012年9月の日本創新党解散に伴い無所属となった。
2015年12月、第24回参議院議員通常選挙に出馬する意向を示し、自民党山形県連の公募に応募したが、遠藤利明が農業関係者の擁立を既に決めており、齋藤が有利となる可能性が高い党員投票も強引に実施しないとしたこともあって、選考に漏れた。なお、遠藤が擁立した自民党候補者（22万票）は野党統一候補として立候補した舟山康江（34万票）に惨敗した。

## 政策
- 山形県産品をブランド化するため、自らの提唱で「山形セレクション」を進め、2006年11月には東京で発表会を開き山形県産品を紹介した[10]。
- 森林保全を目的とした「やまがた緑環境税」の導入を目指し、同法案は山形県議会で可決され、2007年度（平成19年度）から課税が開始された[11][12]。
- 2008年、山形県は暫定税率が廃止されると道路関係予算が約6割減になるという試算をまとめ、齋藤は山形県民は東京都民と比べて自動車関連で3倍の税負担をしているにもかかわらず、高速道路整備率は全国平均70%を下回る48%にとどまる点を指摘し、道路整備の必要性を訴えた。また、暫定税率が廃止された場合は緊急的起債を行うことを示唆した[13]。
- 出羽三山の登録に向け世界遺産育成プロジェクトをスタートさせた[14]。
- ふるさと納税制度に対しては、提案者としての五県知事会（山形、宮城、佐賀、鳥取、徳島の若手知事）の主要メンバーとして「志があれば、税を自分の古里に納めるという心をくみ取った制度設計を行うというのも、地域の活性化にとって意義がある。今までにないアイデアの実践であり、大都市圏と地方の均衡ある発展が実現できればいいと思う」と述べ、賛意を表明した[15]。

## 経歴
- 1970年3月 - 山形大学教育学部附属小学校（現：山形大学附属小学校）卒業。
- 1973年3月 - 山形大学教育学部附属中学校（現：山形大学附属中学校）卒業。
- 1976年5月 - 米国カンザス州ラッセルハイスクール卒業。
- 1977年3月 - 山形県立山形東高等学校卒業。
- 1981年3月 - 東京外国語大学外国語学部を卒業、日本銀行入行。この間、国際通貨基金でも勤務。
- 1989年5月 - ジョンズ・ホプキンス大学高等国際問題研究大学院（SAIS）修了。（修士MIPP）
- 1990年5月 - ジョンズ・ホプキンス大学高等国際問題研究大学院（SAIS）修了。（修士MA）
- 1999年5月 - 預金保険機構勤務。
- 2003年5月 - 日銀退職、山形銀行入行。
- 2004年11月 - 山形銀行退職。
- 2005年1月 - 山形県知事選挙立候補・初当選。
- 2008年1月 - 内閣府地方分権改革推進委員会専門委員に就任。
- 2009年
  - 1月 - 山形県知事選挙立候補・落選。
  - 2月 - 地方分権改革推進委員会専門委員を退任。
- 2010年
  - 4月 - 日本創新党結党に参加、党政策委員長に就任。
  - 7月 - 第22回参議院議員通常選挙において日本創新党より比例代表から出馬するも、落選。
  - 11月 - 党政策委員長を辞任。
- 2011年1月 - 国際教養大学にて講義を担当。

## 過去の所属団体
- 不動産証券化協会（規律委員）
- 全国自治体病院協議会（顧問）